# Plagiothecium myurum
Plagiothecium myurum là một loài Rêu trong họ Plagiotheciaceae. Loài này được (Cardot & Thér.) Jedl. miêu tả khoa học đầu tiên năm 1950.